# Kričke (Drniš)
Kričke falu Horvátországban Šibenik-Knin megyében. Közigazgatásilag Drnišhez tartozik.

## Fekvése
Šibeniktől légvonalban 27, közúton 38 km-re északkeletre, községközpontjától 6 km-re délkeletre, Dalmácia középső részén, a Petrovo-mező déli szélén, a Moseć-hegység lábánál, a Čikola szurdokvölgyétől délre, az 56-os számú főút mentén fekszik. A település régi magja Srednje Kričke a Moseć-hegység lábánál 290-300 méteres magasságban terül el, tőle északnyugatra Drniš irányában fekszik Donje Kričke, délkeletre pedig Gornje Kričke. Így a település északnyugat-délkeleti irányban mintegy öt kilométerre nyúlik el. A házak a múltban közelebb voltak a hegység lejtőihez, az utóbbi időben azonban egyre inkább közelebb a mezőhöz, az út mellé épültek. A település teljes területe 1815 hektárt tesz ki. Északnyugati részén halad át a Šibenik-Split vasútvonal, amelynek azonban itt nincs vasútállomása.

## Története
Kričke területe már a történelem előtti időkben is lakott volt. Ezt igazolja Lunića ősrégi várának maradványa. Rajta kívül a falu területén egy halomsírt is feltártak, melyből a késő bronzkorból származó használati tárgyak kerültek elő. A falu területén hét ókori régészeti lelőhely is található, közülük három a mezőn, négy pedig Gornje Kričke felett a Moseć oldalában. A legrégibb ismert nép amely ezen a vidéken élt az illírek egyik törzse a liburnok voltak, akiknek öt kilométerre innen a közeli Promina-hegységben Tepljuhnál volt településük. I. e. 51-ben a dalmátok szálltak meg a területet, akik szüntelen háborúban álltak a rómaiakkal. Végül a rómaiak győzedelmeskedtek és egész Dalmáciát uralmuk alá hajtották.
A falu a Krička vezetéknévből kapta a nevét, akik a régi Hercegovinából érkeztek a mai Montenegró északi részén fekvő Durmitor területére, majd egyik águk a török uralom idején (1522 és 1683 között) másokkal együtt a Petrovo-mezőn Drnišnél telepedett le. A török kiűzése után a faluba Nyugat-Boszniából újabb népesség érkezett. 1797-ben a Velencei Köztársaság megszűnésével a Habsburg Birodalom része lett. 1806-ban Napóleon csapatai foglalták el és 1813-ig francia uralom alatt állt. Napóleon bukása után ismét Habsburg uralom következett, mely az első világháború végéig tartott.
Kričke arról is nevezetes, hogy a 19. században a dalmáciai uniátus egyház központja volt. A mozgalom melynek elindítója Petar Krička volt, akinek 1832-ben "erkölcstelen élete és engedetlensége miatt" el kellett hagynia parókiáját a római katolikus egyházzal való egyesülést tűzte ki célul. Ugyanígy gondolkodott a baljaki expap Marko Busović is, így a mozgalomnak ebben a két faluban lettek először hívei. 1835-re ők ketten alkották meg az új egyház alapjait. Az új egyház központja Kričke lett és magában foglalta Kričke, Baljci és Vrlika egyházközségeit. Az egyház Kričkén a II. világháború végéig működött amikor is hívei visszatértek a szerb pravoszláv egyházba. Az utolsó uniátus pap Janko Heraković volt akit az usztasákkal való együttműködés miatt bebörtönöztek.
A falunak 1857-ben 579, 1910-ben 772 lakosa volt. Az első világháború után előbb a Szerb Királyság, majd rövid ideig az Olasz Királyság, ezután a Szerb-Horvát-Szlovén Királyság, majd Jugoszlávia része lett. 1991-ben lakosságának 62 százaléka szerb, 36 százaléka horvát nemzetiségű volt. A délszláv háború során még ez évben megszállták a szerb csapatok és a Krajinai Szerb Köztársasághoz csatolták, melynek egyik legdélibb települése lett. 1995 augusztusában a Vihar hadművelet során foglalták vissza a horvát erők, a szerbek többsége Szerbiába menekült. 2001-ben 83 szerb és 234 horvát élt a faluban. A településnek 2011-ben már csak 235 lakosa volt.

## Lakosság

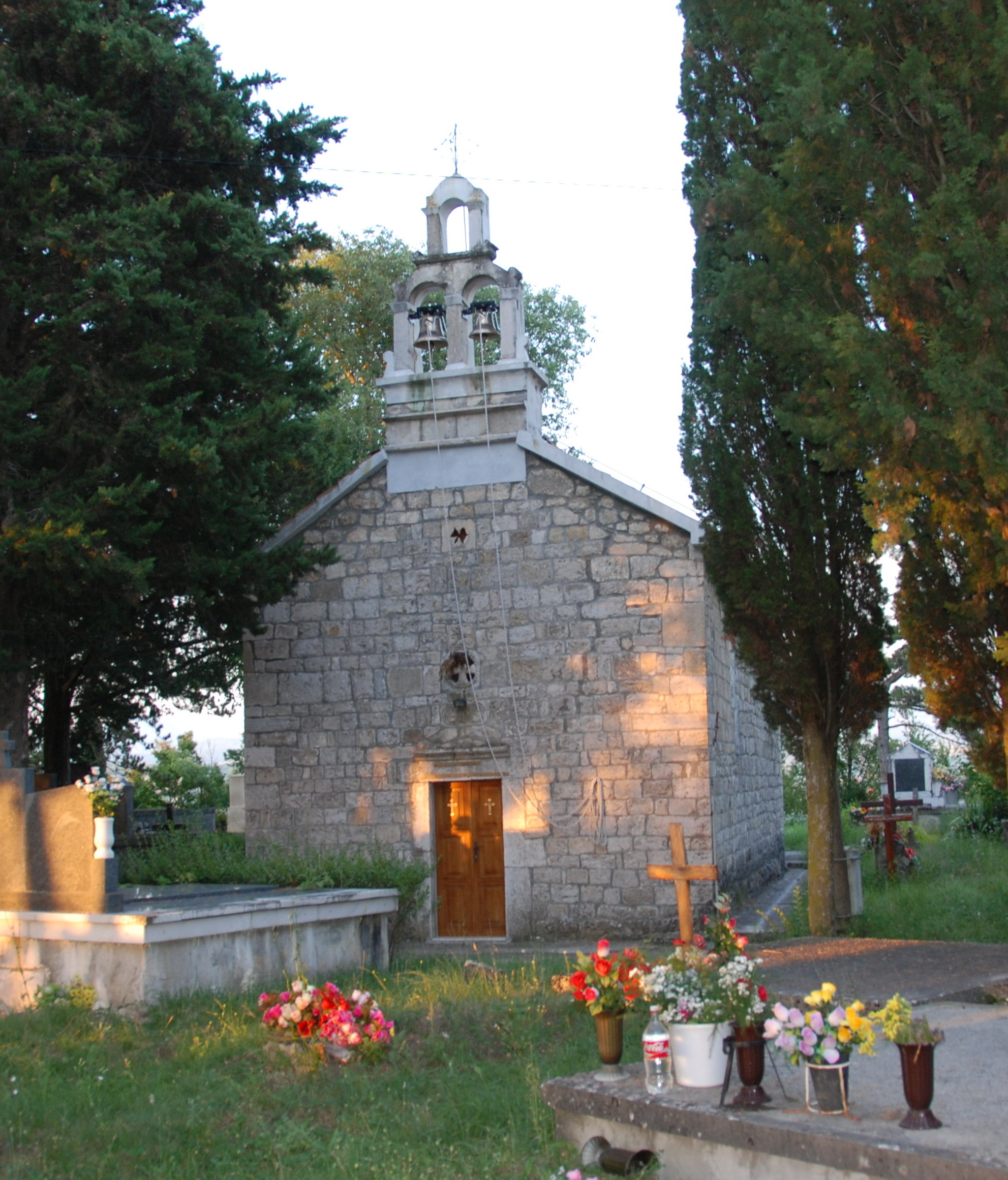
A Szent György pravoszláv templom

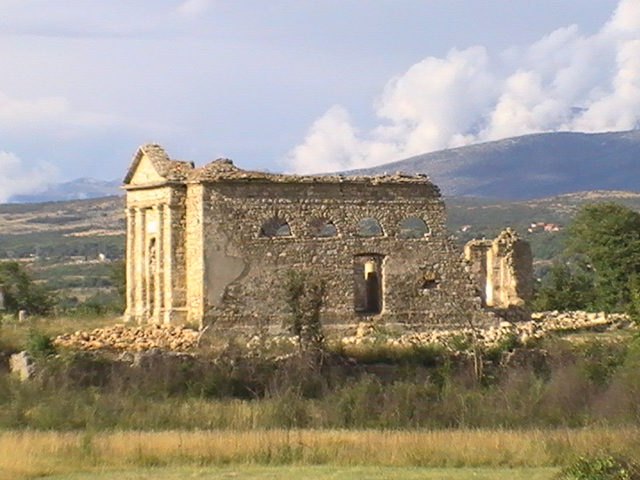
A Legszentebb Istenanya uniátus templom romjai

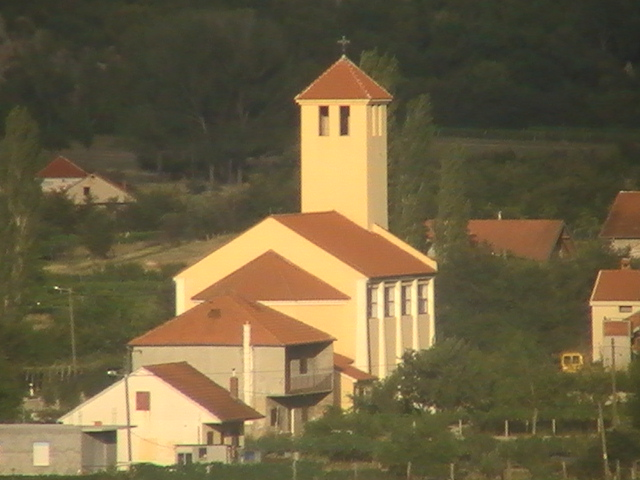
A Béke Királynője katolikus templom

| Lakosság változása | Lakosság változása | Lakosság változása | Lakosság változása | Lakosság változása | Lakosság változása | Lakosság változása | Lakosság változása | Lakosság változása | Lakosság változása | Lakosság változása | Lakosság változása | Lakosság változása | Lakosság változása | Lakosság változása | Lakosság változása |
| ------------------ | ------------------ | ------------------ | ------------------ | ------------------ | ------------------ | ------------------ | ------------------ | ------------------ | ------------------ | ------------------ | ------------------ | ------------------ | ------------------ | ------------------ | ------------------ |
| 1857               | 1869               | 1880               | 1890               | 1900               | 1910               | 1921               | 1931               | 1948               | 1953               | 1961               | 1971               | 1981               | 1991               | 2001               | 2011               |
| 579                | 676                | 698                | 699                | 722                | 772                | 837                | 905                | 1.258              | 1.183              | 1.095              | 945                | 822                | 717                | 327                | 235                |

## Nevezetességei
- Szent György tiszteletére szentelt szerb pravoszláv temploma az egyházi adatok szerint 1744-ben épült, de néhány régebbi forrás (1727, 1738) alapján feltehetően ennél korábbi. A templom kőből épült, homlokzata felett kis harangtoronnyal. 1931-ben és 1987-ben megújították. A templom a temetővel együtt Donje Kričkén a mező fölé magasodó Đurđeva glavicán áll. Ennek ellenére a körülötte levő ciprus és fenyőerdőtől távolabbról nem látható.
- A Legszentebb Istenanya tiszteletére szentelt uniátus templom[4] is Donje Kričkén a mezőn található. 1835-ben a baljci hívekkel együtt építették. Két nagy harangtornya miatt a nép csak Rognak nevezi. A II. világháború idején 1942-ben súlyos károkat szenvedett, majd egy villámcsapás következtében kiégett. A délszláv háború idején a szerbek aláaknázták. Helyreállítását tervezik. A templom mellett áll a régi iskola az egykori uniátus parókia épülete.
- A Béke Királynője tiszteletére szentelt római katolikus temploma Srednje Kričkén a főutca mellett található. A templomot 1990-ben építették. 1992-ben a szerbek aláaknázták és felrobbantották. Az eredeti templomnak 18 méter magas, különálló harangtornya volt. a háború után a régi alapjain, de más formában építették újjá.
- Szent Nedelja tiszteletére szentelt pravoszláv kápolnája a Gornje Kričke településrészen a főutcán áll. 1971-ben építették.

## Kultúra és sport
- A település első iskoláját 1867-ben alapították. A délszláv háborúig 1991-ig kis négyosztályos alapiskola működött a településen a Srednje Kričke településrészen, mely előbb Božidar Acija, később Spiridon Aleksijević nevét viselte. Ez az iskola ma már nem működik. Korábban a Donje Kričke településrészen működött az iskola az uniátus plébánia épületében, azelőtt pedig a Romić-házban Donje Kričke szélén.
- A település labdarúgóklubját az NK Kričét 1973-ban alapították. 1990-ben NK Čikolára változtatták a nevét. A dalmát északi második ligában szerepelt. Pályája a Gornje Kričke településrészen található. A délszláv háború óta nem működik.

## Fordítás
Ez a szócikk részben vagy egészben  a(z)   Кричке (Дрниш) című szerb Wikipédia-szócikk ezen változatának fordításán alapul.  Az eredeti cikk szerkesztőit annak laptörténete sorolja fel. Ez a jelzés csupán a megfogalmazás eredetét és a szerzői jogokat jelzi, nem szolgál a cikkben szereplő információk forrásmegjelöléseként.